# Hong Xiuquan
Hong Xiuquan (Chinees: 洪秀全; pinyin: Hóng Xiùquán) (Huadu (jiaxiang: Guangdong, Huadu, Fuyuanshuicun 廣東花縣福源水村), 1 januari 1814 – Nanjing, 1 juni 1864) was een protestantse Hakka uit Guangzhou en de centrale figuur in de Taipingopstand tegen de Qing-dynastie. Hij riep zich uit tot de "Hemelse Keizer" van Taipingtianguo, het Hemelse Koninkrijk van de Grote Vrede. Hong Xiuquan leefde in Huadaoqu, ten oosten van Guangzhou, in de Chinese provincie Guangdong.
Hij had aanvankelijk bestuursambtenaar willen worden. In 1837 nam Hong Xiuquan, toen nog onder de naam Hong Renkun, voor de derde maal deel aan de examens op provinciaal niveau in Guangzhou. Hij kreeg tijdens die dagen van twee mannen, onder wie de als Chinees vermomde zendeling Edwin Stevens, een boek van Liang Fa, de eerste Chinese evangelist. Hong Xiuquan nam het boek Goede Woorden ter Aansporing van de Tijden mee naar huis, maar nam er verder geen kennis van. Na het ontvangen van het bericht dat hij opnieuw was gezakt, raakte hij in een psychose en kreeg hij een aantal visioenen. In 1843 zakte hij voor de vierde maal voor het examen. Nu ging hij het boek wel lezen. Hij ging zijn eerdere visioenen interpreteren in christelijke termen op basis van de tekst van Liang Fa. Hij nam de essentie van het betoog van Liang Fa over de noodzaak tot moreel juist gedrag en het contrast tussen uitverkorenen en verdoemden als basis van de ideologie van de Taipingopstand, maar raakte er ook van overtuigd dat hij de jongere broer van Jezus Christus zou zijn.
Op 1 januari 1852 riep Hong Xiuquan een nieuwe dynastie uit, die hij Taiping Tianguo, het Hemelse Koninkrijk van de Grote Vrede, noemde. Hij had veel aantrekkingskracht op de armen door zijn nadruk op gelijkheid in welvaart en de gelijkheid van beide seksen. Onder zijn aanhang werd een leger gevormd dat in 1853 de stad Nanjing veroverde. Deze stad werd vervolgens omgedoopt tot Tianjing, Hemelse Hoofdstad.
In 1856 telde het leger meer dan een miljoen manschappen, en het keizerrijk van de Qing wankelde. Hong Xiuquan trok zich echter steeds meer terug in zijn enorme harem, waardoor een onderlinge machtsstrijd zijn koninkrijk steeds verder kon verzwakken.
Volgens sommige bronnen pleegde Hong Xiuquan op 1 juni 1864 zelfmoord door gif in te nemen nadat de keizerlijke troepen een beslissend militair voordeel hadden behaald en het koninkrijk verloren was gegaan. Volgens andere bronnen overleed hij echter aan een ziekte. Zijn oom Hong Rengan verklaarde dat zijn ziekte was veroorzaakt door het 'eten van manna', dat Hong Xiuquan aan zijn volk gaf wanneer ze honger leden. Hong Xiuquans zoon Hong Tianguifu volgde hem op. De Taipingopstand werd later dat jaar neergeslagen door Qing-troepen.

## Werk
Hong Xiuquan schreef de volgende werken:
- Gedicht voor het verdrijven van het kwade en het behouden van het goede《斬邪留正詩》(pinyin: zhanxieliuzhengshi; Standaardkantonees: Chaam Chěh Lauw Chīng Siě)
- Keizerlijke boek van het Hemelse Koninkrijk van de Grote Vrede《太平詔書》(pinyin: Taipingzhaoshu; Standaardkantonees: T'áai P'īng Chiew Suu)
- Middel om de wereld te redden door herstructurering《原道救世訓》(pinyin: Yuandaojiushixun; Kantonees: Yuun Toow Kauw Saj Fan)
- Middel om de wereld beter te maken door herstructurering《原道醒世訓》(pinyin: Yuandaoxingshixun; Standaardkantonees: Yuun Toow Sing Saj Fan)
- Middel om de wereld wakker te maken door herstructurering《原道覺世訓》(pinyin: Yuandaojueshixun; Standaardkantonees: Yuun Toow Kôk Saj Fan)